# Revendication globale
Les revendications globales sont des revendications de la part des peuples autochtones du Canada, souvent en matière foncière, qui concernent des affaires qui ne sont pas réglées par des traités signés entre la nation autochtone et le souverain du Canada. Les revendications globales incluent également les demandes d'autonomie gouvernementale des nations autochtones. Elles se basent sur l'article 35 de la Loi constitutionnelle de 1982 qui reconnaît les droits ancestraux des peuples autochtones du Canada. Elles s'opposent aux revendications particulières qui portent sur des griefs des Premières Nations concernant des obligations du Canada selon les traités historiques.
Ces revendications entraînent des négociations entre le peuple ou la nation autochtone et le gouvernement du Canada ayant pour but de mener à une entente officialisée par un traité moderne. En 2016, une centaine de négociations étaient en cours. En date de février 2015, il y avait 35 gouvernements autochtones autonomes au Canada. En fait, depuis l'adoption de la Politique des revendications territoriales globales du gouvernement du Canada en 1973 ainsi que la mise en place du processus de négociation des traités en Colombie-Britannique en 1992, 29 ententes sur l'autonomie gouvernementale ou sur les revendications territoriales globales ont été conclues. Celles-ci couvrent 40 % du territoire canadien.

## Contexte juridique
En 1973, le gouvernement du Canada adopta sa première politique des revendications territoriales globales.

## Tables de négociation
Il y a une centaine de tables de négociation sur des revendications globales entre des groupes autochtones et le gouvernement du Canada en cours à travers le Canada en 2016,. Certaines tables de négociation incluent également la participation du gouvernement provincial ou territorial. En fait, il y a des tables de négociation en cours dans toutes les provinces et territoires du Canada à l'exception du Nunavut qui a conclu l'Accord sur les revendications territoriales du Nunavut en 1993,. En fait, ce dernier constitue un cas unique puisque le gouvernement du Nunavut, qui a obtenu cette autonomie gouvernementale, représente tous les résidents du territoire, incluant ceux qui ne sont pas autochtones. Pour la majorité des tables de négociation, les travaux durent de 16 à 25 ans.
En mars 2014, seulement 25 % de la centaine de tables de négociation en cours étaient à l'étape finale du processus, c'est-à-dire l'accord définitif. Les plus anciennes tables de négociation toujours en cours ont commencé en 1976. Plus de la moitié des tables de négociation ont lieu en Colombie-Britannique. En mars 2014, 59 % des tables de négociation en cours concernaient des revendications territoriales globales incluant l'autonomie gouvernementale tandis que 22 % concernaient l'autonomie gouvernementale uniquement.

## Historique
En avril 2015, il y avait 22 accords d'autonomie gouvernementale signées entre le Canada et des nations autochtones. Ces accords concernent différents champs de compétence et s'appliquent à un total de 36 collectivités autochtones du Canada. 18 de ces ententes sont en fait incluses dans un traité moderne concernant une revendication territoriale. En fait, depuis l'adoption de sa Politique des revendications territoriales globales en 1973 et l'établissement du processus de négociation des traités en Colombie-Britannique, le gouvernement du Canada a signé un total de 29 ententes avec des nations autochtones portant sur l'autonomie gouvernementale et les revendications territoriales globales. Ensemble, ces ententes portent sur 40 % de la superficie du Canada.
Depuis 2006, le gouvernement du Canada a signé six traités modernes et deux accords d'autonomie gouvernementale avec des nations autochtones. De plus, quatre de ces traités incluaient également des dispositions sur l'autonomie gouvernementale. Le 2 avril 2015, le Rapport de Douglas-Eyford a été publié. Celui-ci rapporte les faits recueillis durant la mobilisation effectuée auprès des groupes autochtones concernant le renouvellement de la politique fédérale sur les revendications territoriales globales.
| Nom de l'entente                                                                                         | Peuple ou nation autochtone                  | Province ou territoire    | Année de signature                   |
| --- | -------------------------------------------- | ------------------------- | ------------------------------------ |
| Convention de la Baie-James et du Nord québécois                                                         | Inuits de la baie James et du Nord québécois | Québec                    | 1977                                 |
| Convention du Nord-Est québécois                                                                         | Naskapis du Nord-Est québécois               | Québec                    | 1978                                 |
| Convention définitive des Inuvialuit                                                                     | Inuvialuit                                   | Territoires du Nord-Ouest | 1984                                 |
| Loi sur l'autonomie gouvernementale de la bande indienne sechelte                                        | Sechelt                                      | Colombie-Britannique      | 1986                                 |
| Entente sur la revendication territoriale globale des Gwich'in                                           | Gwich'in                                     | Territoires du Nord-Ouest | 1992                                 |
| Accord-cadre définitif avec le Conseil des Indiens du Yukon                                              | Conseil des Indiens du Yukon                 | Yukon                     | 1993                                 |
| Accord sur les revendications territoriales du Nunavut                                                   | Inuits du Nunavut                            | Nunavut                   | 1993                                 |
| Entente sur la revendication territoriale globale des Dénés et des Métis du Sahtu                        | Dénés et Métis du Sahtu                      | Territoires du Nord-Ouest | 1994                                 |
| Entente sur l'éducation des Mi'kmaq                                                                      | Mi'kmaq                                      | Nouvelle-Écosse           | 1997                                 |
| Accord définitif Nisga'a                                                                                 | Nisga'a                                      | Colombie-Britannique      | 2000                                 |
| Loi sur les revendications territoriales et l'autonomie gouvernementale du peuple tlicho (Accord tlicho) | Tlichos                                      | Territoires du Nord-Ouest | 2005                                 |
| Accord sur les revendications territoriales des Inuit du Labrador                                        | Inuits du Labrador                           | Terre-Neuve-et-Labrador   | 2005                                 |
| Accord d'autonomie gouvernementale de la Première Nation de Westbank                                     | Première Nation de Westbank (en)             | Colombie-Britannique      | 2005                                 |
| Accord sur les revendications territoriales des Inuit du Nunavik                                         | Inuits du Nunavik                            | Québec                    | 2008                                 |
| Accord définitif de la Première Nation de Tsawwassen                                                     | Première Nation de Tsawwassen (en)           | Colombie-Britannique      | 2009                                 |
| Accord définitif des Premières Nations maa-nulthes                                                       | Premières Nations maa-nulthes (en)           | Colombie-Britannique      | 2011                                 |
| Accord sur les revendications territoriales concernant la région marine d'Eeyou                          | Cris de la région marine d'Eeyou             | Québec et Nunavut         | 2012                                 |
| | Première Nation de Yale (en)                 | Colombie-Britannique      | 2013                                 |
| | Nation Tla A'min (en)                        | Colombie-Britannique      | 2014                                 |
| Accord sur la gouvernance de la Nation des Dakota de Sioux Valley                                        | Première Nation de Sioux Valley              | Manitoba                  | 2014                                 |
| | Première Nation de Délįne                    | Territoires du Nord-Ouest | 2015 (pas encore en vigueur en 2016) |

### Note
1. ↑  Le Conseil des Indiens du Yukon a été renommé en Conseil des Premières Nations du Yukon.

#### Ouvrages
- Affaires autochtones et Développement du Nord Canada, L'approche du gouvernement du Canada concernant la mise en œuvre du droit inhérent des peuples autochtones à l'autonomie gouvernementale et la négociation de cette autonomie, Gouvernement du Canada, 2010 (lire en ligne)
- Douglas R. Eyford, Une nouvelle orientation : faire avancer les droits ancestraux et issus de traités des Autochtones, 2015, 88 p. (ISBN 978-0-660-21779-6, lire en ligne [PDF])

#### Articles scientifiques
- Andrée Lajoie et Éric Gélineau, « Droits autochtones : les conceptions canadiennes des droits ancestraux », Revue juridique Thémis, Éditions Thémis inc. / Centre de recherche en droit public,‎ 2004 (lire en ligne).
- (en) Christopher Alcantara, « Explaining Aboriginal Treaty Negotiation Outcomes in Canada: The Cases of the Inuit and the Innu in Labrador », Revue canadienne de science politique, vol. 40, no 1,‎ 2007, p. 185-207 (DOI 10.1017/S0008423907070060, lire en ligne).
- Dominique Leydet, « Autochtones et non-autochtones dans la négociation de nouveaux traités : enjeux et problèmes d'une politique de la reconnaissance », Négociations, vol. 2, no 8,‎ 2008, p. 55-71 (DOI 10.3917/neg.008.0055, lire en ligne [PDF]).
- Jean-François Tremblay, « L'autonomie gouvernmentale autochtone, le droit et le politique, ou la difficulté d'établir des normes en la matière », Politique et Sociétés, vol. 19, nos 2-3,‎ 2000.
- Jean-Paul Lacasse, « Autonomie gouvernementale et justice pénale innue », Revue générale de droit, vol. 32, no 3,‎ 2002, p. 809-820 (lire en ligne).
- Renée Dupuis, « Les négociations concernant les droits des peuples autochtones au Canada », Négociations, vol. 2, no 18,‎ 2012, p. 111-130 (DOI 10.3917/neg.018.0109, lire en ligne [PDF]).

#### Droit international
- Anthropologie juridique, Coutume, Savoirs traditionnels
- Peuple autochtone, Droit des peuples autochtones (Déclaration des droits des peuples autochtones)
- Colonisation, Décolonisation, Terra nullius, Doctrine de la découverte, Droit des peuples à disposer d'eux-mêmes